# Aripă delta

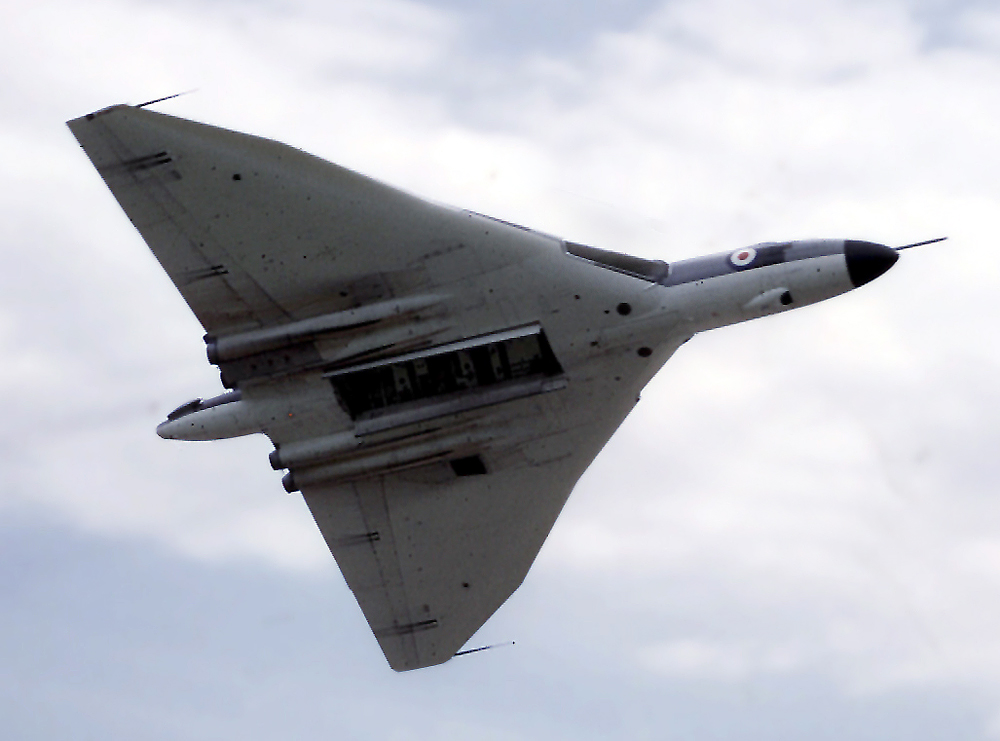
Aripa delta la un bombardier Avro Vulcan

Aripile delta sunt aripi cu formă de triunghi, numindu-se aripi delta datorită asemănării formei lor cu litera grecească delta (Δ).

## Scurt istoric
Între anii 1529 și 1556 sibianul Conrad Haas a scris o carte în care el descria tehnologia rachetelor, care implica combinarea focurilor de artificii și tehnologia armelor. Acest manuscris a fost redescoperit în anul 1961 în Sibiu. Lucrarea lui Haas trata teoria mișcării rachetelor cu mai multe trepte utilizând diferite amestecuri pentru combustibil, introducând și ideea stabilizatorului cu formă delta.
Deoarece manuscrisul lui Haas a fost redescoperit abia în anul 1961, concepția acestor stabilizatoare și numele acestora a fost propus de inginerul militar  Kazimierz Siemienowicz.

### Aripa delta
Prima utilizare a aripii delta a fost așa-numita aripă zburătoare în 1924, deși se poate discuta dacă această formă îndeplinește cerințele categoriei aripii delta.
Pionierul aripii delta a fost în special germanul  Alexander Lippisch care în anul 1931 a fost primul care a zburat prima dată cu aripă delta. urmat de patru proiecte îmbunătățite. Niciuna dintre aceste proiecte nu erau ușor de mânuit la viteze mici și niciuna nu a fost folosită pe scară largă.